# Kepler-54
Kepler-54 — звезда, которая находится в созвездии Лебедя на расстоянии около 632 световых лет от нас. Вокруг звезды обращаются, как минимум, три планеты.

## Характеристики
Kepler-54 представляет собой ранний красный карлик, по размерам и массе примерно вдвое меньше Солнца. Впервые в астрономической литературе упоминается в каталоге 2MASS, опубликованном в 2003 году. Масса звезды равна 0,51 солнечной, а радиус — 0,5 солнечного. Температура поверхности звезды составляет приблизительно 3075 кельвинов.